# Ivonne Kraft
Ivonne Kraft (Karlsruhe, 8 de julio de 1970) es una deportista alemana que compitió en ciclismo de montaña en la disciplina de campo a través. Ganó una medalla de plata en el Campeonato Europeo de Ciclismo de Montaña de 2004, en la prueba de relevo mixto.
Participó en los Juegos Olímpicos de Atenas 2004, ocupando el séptimo lugar en la disciplina de campo a través.

## Palmarés internacional
| Campeonato Europeo | Campeonato Europeo  | Campeonato Europeo | Campeonato Europeo         |
| Año                | Lugar               | Medalla            | Competición                |
| ------------------ | ------------------- | ------------------ | -------------------------- |
| 2004               | Wałbrzych (Polonia) | Medalla de plata   | Campo a través por relevos |